# Gabriella Ghermandi
Gabriella Ghermandi (Addis Abeba, 1965) è una scrittrice italo-etiope, la cui produzione letteraria si incentra sui temi della migrazione e sui timori della perdita di identità culturale dei migranti.

## Biografia
Nata ad Addis Abeba nel 1965 e trasferitasi in Italia nel 1979, vive a Bologna. È tra i fondatori della rivista di letteratura della migrazione El Ghibli ed è stata direttrice artistica del festival Evocamondi, rassegna di narrazione e musiche dal mondo a Bologna. Ghermandi è impegnata in un'intensa attività teatrale sul tema della multidentità e della scrittura, ispirandosi all'arte della metafora tipica della tradizione culturale etiope. Scrive e interpreta spettacoli di narrazione che rappresenta sia in Italia sia all'estero e conduce laboratori di scrittura creativa nelle scuole, sulla ricerca dell'identità.

## Pubblicazioni
Ha pubblicato racconti in varie collane e riviste, tra cui Nuovo planetario Italiano. Mappa della nuova geografia di scrittori migranti in Italia e in Europa (Città Aperte), L'Italiano degli altri: 16 storie di normale immigrazione (Einaudi scuola). Nel 2007 ha pubblicato il suo primo romanzo Regina di fiori e di perle (Donzelli), un viaggio nel tempo e nello spazio, in cui scorrono le vicissitudini di una famiglia etiope nel periodo che va dal conflitto con l'Italia alla dittatura di Mengistù Hailé Malram ai giorni nostri. Quest'opera l'ha fatta conoscere anche negli Stati Uniti.

## Opere
- Regina di fiori e di perle, Donzelli, 2007.